# Härads skjutfält
Härads skjutfält är ett militärt skjutfält som är beläget cirka 5 km sydväst om Strängnäs.

## Historik
Härads skjutfält var tidigare övningsplats för Södermanlands regemente (P 10) fram till dess att regementet lades ner 2004. Sedan 2006 förvaltas skjutfältet av Ledningsregementet i Enköping. Härads skjutfält uppgår till dryga 3 000 hektar. Tidigare var Härads skjutfält sammankopplat med Norra skjutfältet längs Mälaren och omfattade då tillsammans en areal på 4 300 hektar. Detta har dock avvecklats och återlämnats till Strängnäs kommun.